# Sfoară

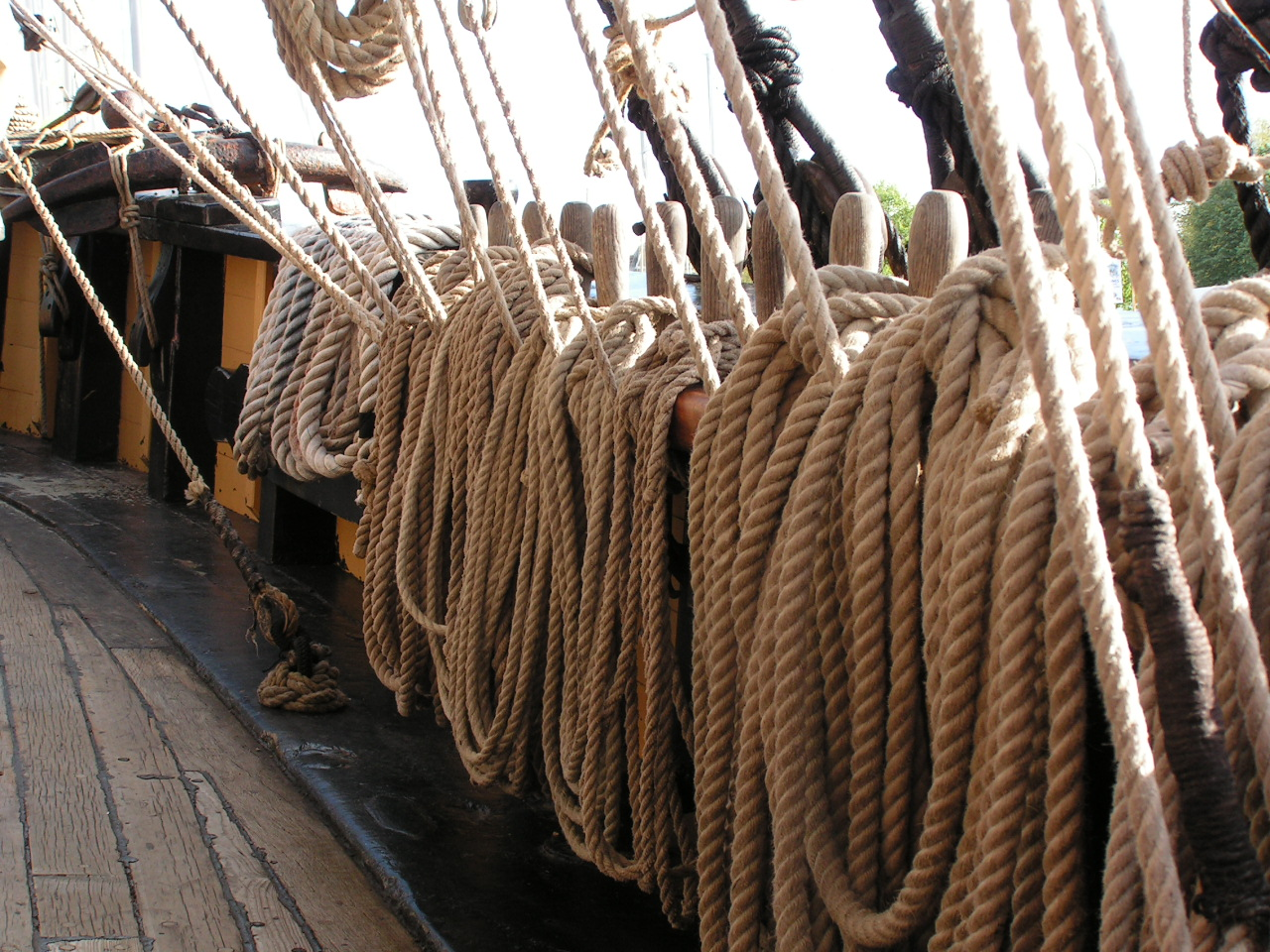

Sfoara este un fir obținut din împletirea sau răsucirea mai multor fibre textile sau sintetice (in, cânepă, bumbac, nailon etc.) și folosit mai ales la legat.
Sforile mai groase și rezistente se mai numesc și funii sau frânghii, iar cele mai fine și adesea folosite ca ornament se mai numesc șnururi
În sport, sfoara (sin. șpagat) reprezintă o figură de gimnastică executată cu picioarele întinse perfect orizontal, din șezând, unul înainte și altul înapoi relativ la trunchiul sportivului.
Sfoara în față este o variantă a figurii executată cu picioarele depărtate lateral și cu pieptul înainte.
În domeniul tehnic, termenul de sfoară (sin. coardă, strună) este folosit pentru a desemna o parte componentă a unui ferăstrău manual.
În trecut, termenul de sfoară era folosit ca unitate de măsură oficială pentru suprafețe de teren. Valoarea ei a variat în decursul timpului.
De asemenea, termenul era folosit pentru a desemna o bucată de teren agricol, de regulă, o fâșie îngustă. Prin extensie, sfoara de moșie desemna o moșie de mici dimensiuni.
Termenul se întâlnește în expresia sfoară de ploaie, ce desemnează o aversă (de ploaie) cu localizare restrânsă, atât temporal, cât și spațial, care se poate deplasa pe o distanță mică, fiind specifică perioadelor de vară.

## Istorie
Folosirea sforilor pentru vânat, împins, tras, legat, atârnat, cățărat datează din timpuri preistorice și a fost esențială în activitățile umane cele mai simple și a avut un rol important în progresul umanității. Primele sfori erau făcute din fibrele plantelor și aveau lungimea acestora, apoi prin încercarea de întindere ale acestora au luat naștere sforile răsucite. Bucăți semi-fosilizate din prima sfoară păstrată s-au găsit în peștera Lascaux și datează din anul 17 000 î.e.n. Această sfoară avea un diametru de 7 mm.
Vechii egipteni au fost, se pare, primii care au fabricat o unealtă specială pentru confecționarea sforilor. 
Sforile găsite datează dintre anii 4000-3500 î.e.n. și sunt fabricate din rogoz. În antichitate de asemenea s-au fabricat și sfori din curmal, in, iarbă, papirus, mătase și păr de animale. Cu ajutorul sforilor s-au putut clădi grandioasele monumente și clădiri ale vechilor egipteni. În jurul anului 2.800 î.h. sforile au început să se fabrice în China iar în scurt timp s-a extins tehnica în întreaga Eurasie. În secolul XVIII s-a conceput prima mașinărie de fabricare a sforilor iar după anul 1950 a început și fabricarea sforilor din fibre sintetice și de nylon.

## Metode de fabricare
Sfoara răsucită este sfoara clasică, alcătuită din 3 sau mai multe fire răsucite între ele pentru a dobândi o rezistență mai mare și pentru mărirea lungimii acesteia. 

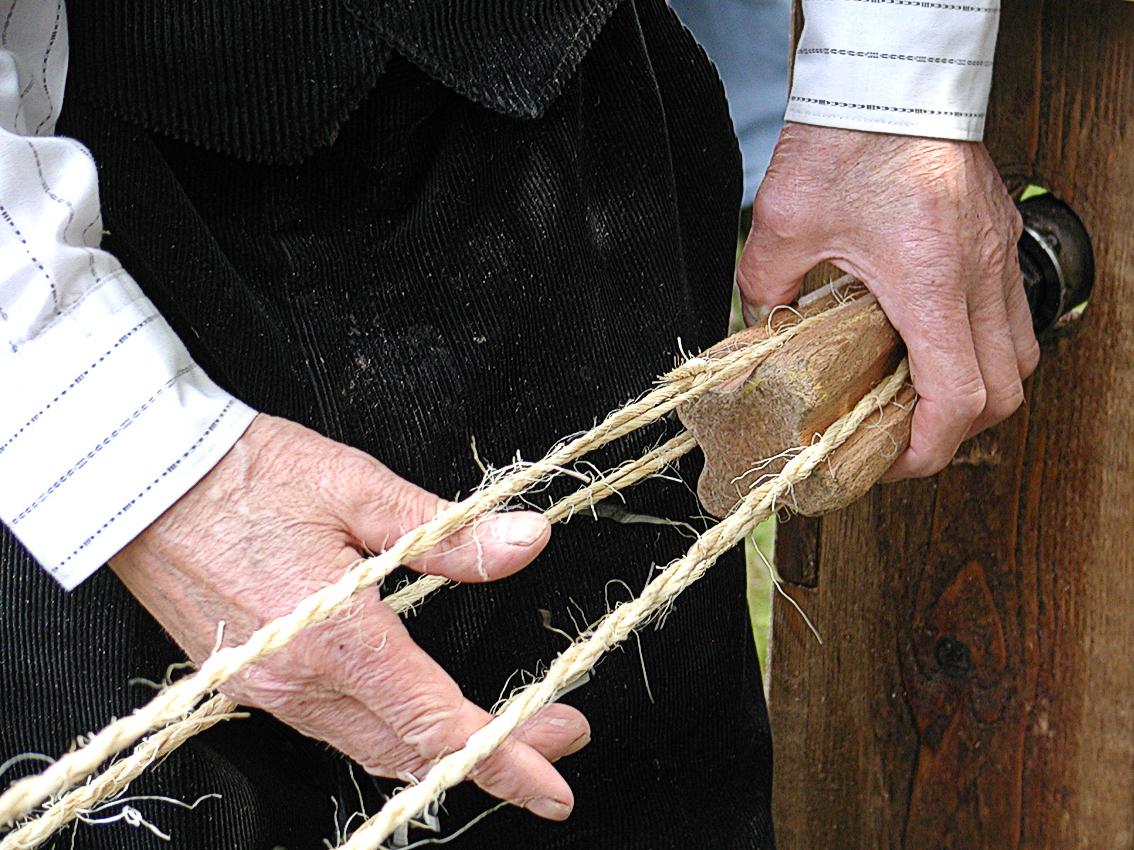
Tehnică tradițională de fabricare a sforii

Sfoara împletită este confecționată în general din fibre sintetice ca nylonul, polipropilenul și poliesterul. Nylonul este caracterizat prin rezistența la intemperii și îmbătrânire a materialului precum și rezistență în fața razelor UV. Poliesterul este rezistent la abraziune, întindere, raze ultraviolete și își modifică în mică măsură lungimea când este ud. Polipropilena este des folosită din cauza prețului redus și a densității scăzute (plutește pe apă).
Sfoara plată este realizată prin împletirea firelor răsucite și se mai numește și panglică pătrată. Nu este la fel de rotund ca frânghia răsucite și mai gros la atingere. Este mai puțin predispusă la îndoire decât cea răsucită și, în funcție de material, foarte flexibil și, prin urmare, ușor de manevrat și de înnodat. Această construcție expune toate fibrele, de asemenea, cu aceleași dezavantaje ca cele descrise mai sus.  Datorită caracteristicilor sale excelente de absorbție a energiei, este adesea folosit de arboriști. Este, de asemenea, o frânghie populară pentru ancorare și poate fi utilizată ca niște urze de ancorare. Acest tip de construcție a fost pionierat de Yale Cordage.

## Domenii de întrebuințare
Sforile se folosesc în toate domeniile de activitate dar un rol deosebit îl au în:
- Navigație (probabil cel mai semnificativ rol în navigație îl avea cel în prinderea pânzelor navelor)
- Speologie (sfoara este foarte utilă pentru urcat și/sau coborât)
- Alpinism
- Construcții (rolul de scripete și pârghie)
- Manipularea mărfurilor
- Călărie

## Materiale
Sforile se fabrică atât din fire naturale cât și din cele sintetice. Cele naturale pot fi alcătuite din fibre vegetale (in, cânepă, papirus, rogoz, rayon obținut din celuloză etc), lână, păr, mătase iar cele sintetice din polietilenă, aramide, polipropilenă, nylon. Există împletituri realizate din fire metalice asemeni sforilor care se numesc șufe.